# Иван Јушчук
Иван Пилипович Јушчук (укр. Іван Пилипович Ющук; село Чорникив, Владимирско-Волињски крај, Волињска област, 3. октобар 1933) је украјински лингвиста, преводилац, писац и друштвени активиста.
Један је од најугледнијих србиста у историји украјинске културе, активиста украјинско-српских културних веза и председник друштва „Украјина-Србија“. Има звање Заслужног делатника науке и технике Украјине, члан је Националног савеза књижевника Украјине и лауреат награде „Б. Гринченко“.

## Биографија
Иако је уписано да је рођен 1933, заправо је то било 1932. у тадашњој Пољској - у селу Чорникив, сада у Владимирско-Волињском крају, Волињског региона у Украјини. Отац му је прошао стручну службу у пољској војсци, док се код куће успешно бавио пољопривредом, помажући сиромашније суседе.
Иван је завршио државни универзитет у Лавову. Кандидат је филолошких наука, професор Кијевског међународног универзитета и председник Друштва „Украјина-Србија“.
Аутор је преко 20 иновативних књига на украјинском језику за средње и високе школе. Истраживач украјинског помора због глади (гладомора) 1932-1933.
Такође је творац научнофантастичног романа Троје на Месецу. Преводи на украјински дела српских, хрватских, словеначких и лужичкосрпских писаца, укључујући Б. Ћопића, И. Андрића, М. Матошеца, И. Цанкара, Р. Домановића, С. Сремца, М. Божића, М. Селимовића, Ф. Бевца, Е. Коша и других.
Члан је Централног одбора украјинског друштва „Просвета“ Тараса Шевченка. Главни је водитељ емисије „Како ми говоримо“ на радио каналу „Култура“ и аутор преко 20 књига на украјинском језику.
Јушчук је 5. јула 2011. изабрана за председника кијевске подружнице Свеукрајинског друштва „Просвета“ Тараса Шевченка.
Активан је и у друштвеном животу, критикујући политику украјинског председника Виктора Јануковича и владе Миколе Азарова: „Украјина је и даље у стању колоније. И њени лидери се понашају као колонијалисти. Не занимају их нити ова земља, нити људи.“